# J.P. McGowan
J.P. McGowan, nato John Paterson McGowan, (Terowie, 24 febbraio 1880 – Hollywood, 26 marzo 1952), è stato un regista, attore e sceneggiatore australiano.
Fu uno dei pionieri del cinema muto. Lavorò anche come produttore, montatore e stuntman. Rimane l'unico australiano a esser stato membro a vita della Screen Directors Guild (ora Directors Guild of America).
Era sposato con l'attrice statunitense Helen Holmes.

## Biografia
Nato nel Sud Australia, McGowen crebbe ad Adelaide e a Sydney. Ottimo cavaliere, servì nella seconda guerra boera (1899-1902) con gli Scout di Montmorency come staffetta di collegamento. Dal Sudafrica, McGowan giunse negli Stati Uniti per l'Esposizione Universale del 1904 a St. Louis per prender parte a un'esibizione sulla Guerra Boera.
Cominciò così una carriera teatrale e, nel 1910, prese a lavorare per la Kalem Company di New York. In quell'anno, esordì nel cinema in A Lad from Old Ireland, un film girato in Irlanda, che viene ricordato soprattutto come la prima pellicola statunitense girata fuori dagli Stati Uniti.
Da attore, McGowan girò 231 film. La Kalem mise a frutto le sue qualità di cavallerizzo, usandolo come stuntman o in film western. McGowan diventò anche regista e diresse il suo primo film nel 1911.

## Filmografia

### Regista (parziale)
- The Grit of the Girl Telegrapher – cortometraggio (1912)
- A Sawmill Hazard – cortometraggio (1913)
- The Game Warden – cortometraggio (1913)
- The Fire Coward
- The Open Switch
- The Face at the Window – cortometraggio (1913)
- The Pursuit of the Smugglers – cortometraggio (1913)
- A Plot for a Million
- The Secret Marriage – cortometraggio (1913)
- The Eighth Notch
- The River Pirates – cortometraggio (1913)
- The Bandit's Child – cortometraggio (1913)
- Brought to Bay – cortometraggio (1913)
- A Fight to a Finish – cortometraggio (1913)
- The Treachery of a Scar – cortometraggio (1913)
- Baffled, Not Beaten – cortometraggio (1913)
- The Flying Switch – cortometraggio (1913)
- Birds of Prey – cortometraggio (1913)
- The Alibi – cortometraggio (1913)
- The Substitute Engineer – cortometraggio (1913)
- The Smuggler's Last Deal – cortometraggio (1913)
- The Monogrammed Cigarette – cortometraggio (1913)
- A Demand for Justice – cortometraggio (1913)
- The Battle at Fort Laramie  (1913)
- The Hermit's Ruse  (1913)
- The Silent Warning  (1913)
- The Runaway Freight (1913)
- The Stolen Tapestries – cortometraggio (1913)
- The Express Car Mystery (1913)
- In Peril of His Life (1913)
- The Foot Print Clue  (1913)
- Gilt Edge Stocks  (1913)
- Explosive 'D'  (1914)
- Playing for a Fortune (1914)
- The County Seat War  (1914)
- A Million in Jewels (1914)
- The Refrigerator Car's Captive (1914)
- Fast Freight 3205, co-regia di William Brunton  (1914)
- Under Desperation's Spur (1914)
- The Stolen Rembrandt (1914)
- A Man's Soul (1914)
- The Conductor's Courtship (1914)
- The Flaw in the Alibi (1914)
- Kaintucky Bill (1914)
- A String of Pearls (1914)
- The Express Messenger (1914)
- The Rival Railroad's Plot (1914)
- The Identification (1914)
- The Operator at Black Rock (1914)
- Near Death's Door – cortometraggio (1914)
- The Car of Death – cortometraggio (1914)
- The Oil Well Conspiracy – cortometraggio (1914)
- Grouch, the Engineer – cortometraggio (1914)
- The Lost Mail Sack – cortometraggio (1914)
- From Peril to Peril – cortometraggio (1914)
- The Demon of the Rails – cortometraggio (1914)
- The Hazards of Helen - serial (1914)
- The Death Train – cortometraggio (1915)
- Blackbirds (1915)
- The Mettle of Jerry McGuire – cortometraggio (1915)
- A Desperate Leap (1915)
- When Rogues Fall Out (1915)
- The Girl and the Game (1915)
- The Lost Express (1917)
- The Lure of the Circus - serial (1918)
- Discontented Wives (1921)
- Captain Kidd, co-regia di Burton L. King (1922)
- Crossed Trails (1924)
- The Train Wreckers (1925)
- The Fast Freight (1925)
- The Lost Express (1925)
- Crossed Signals (1926)
- The Road Agent (1926)
- Arizona Days (1928)
- The Chinatown Mystery - serial (1928)
- Code of the West (1929)
- So This Is Arizona (1931)
- When a Man Rides Alone (1933)
- Lawless Valley (1934)
- Where the West Begins (1938)

### Attore (parziale)
- A Lad from Old Ireland, regia di Sidney Olcott – cortometraggio (1910)
- Seth's Temptation, regia di Sidney Olcott – cortometraggio (1910)
- A Saw Mill Hero, regia di Sidney Olcott – cortometraggio (1911)
- Tangled Lives, regia di Sidney Olcott – cortometraggio (1911)
- Rory O'More, regia di Sidney Olcott e Robert G. Vignola – cortometraggio (1911)
- Last Day of School, regia di Sidney Olcott – cortometraggio (1911)
- The Belle of New Orleans, regia di George LeSoir – cortometraggio (1912)
- The Vagabonds, regia di Sidney Olcott – cortometraggio (1912)
- The Wives of Jamestown, regia di Sidney Olcott – cortometraggio (1913)
- Discontented Wives, regia di J.P. McGowan (1921)
- The Black Ace, regia di Leo D. Maloney (1928)
- Arizona Days, regia propria (1928)
- The Chinatown Mystery, regia di J.P. McGowan - serial (1928)
- Il sergente di ferro (Les Miserables), regia di Richard Boleslawski (1935)
- Mississippi, regia di A. Edward Sutherland e, non accreditato, Wesley Ruggles (1935)
- Il mercante di schiavi (Slave Ship), regia di Tay Garnett (1937)

### Sceneggiatore (parziale)
- The Brown Derby, regia di Charles Hines - didascalie (1926)

### Produttore (parziale)
- The Sign of the Spade, regia di Murdock MacQuarrie (1916)